# Funk Rave
"Funk Rave" é uma canção da cantora brasileira Anitta, gravada para seu quarto EP, Funk Generation: A Favela Love Story (2023) e para o sexto álbum de estúdio, Funk Generation (2024). A canção foi escrita por Anitta, Diplo, DJ Gabriel do Borel, Márcio Arantes e Melymel, enquanto a produção ficou por conta de Diplo, DJ Gabriel do Borel e Márcio Arantes. 
Foi lançada como o primeiro single do EP visual, em 22 de junho de 2023, através da Floresta Records, Republic Records e Universal Music Latino, marcando seu primeiro lançamento com as gravadoras. A música apresenta uma batida pulsante e contagiante, característica dos ritmos do funk carioca, combinada com elementos eletrônicos e influências do estilo rave. A letra de "Funk Rave" reflete a energia e a vibração das festas raves.

## Antecedentes
Em abril de 2023, Anitta assinou com a Republic Records após sair da Warner Records. Durante o Met Gala de 2023, Anitta revelou que seu próximo álbum de estúdio seria um álbum em espanhol e inglês, com inspiração no funk brasileiro. Em 10 de junho de 2023, Anitta anunciou "Funk Rave" em suas redes sociais. Alguns dias depois, ela divulgou a data de lançamento e a capa do single.

## Recepção
Desde o seu lançamento, "Funk Rave" tem recebido elogios da crítica e dos fãs, que apreciam a ousadia e a inovação de Anitta ao misturar diferentes estilos musicais. A música tem sido bem recebida nas plataformas de streaming e nas rádios.

## Vídeo musical
O videoclipe de "Funk Rave" foi gravado no final de janeiro de 2023 no Rio de Janeiro. Um vídeo que mostrava a gravação de uma cena em que Anitta simulava sexo oral com o modelo brasileiro Yuri Meirelles se tornou viral e gerou controvérsia. Em uma entrevista ao UOL Splash, Anitta comentou: "Precisam ver o resultado para entenderem do que se trata. Infelizmente não temos como controlar que as pessoas façam vídeos e soltem. O que podemos esperar agora é a galera ver o resultado desse trabalho.  Cheguei a conclusão de que sou uma artista que luta pela liberdade sexual. É contra a hipocrisia. Acho que, durante todos esses anos de carreira, vi muita hipocrisia acontecer".
O videoclipe, dirigido por João Wainer e Ricardo Souza, foi lançado em 23 de junho de 2023. Ele retrata pessoas em sua vida cotidiana em uma favela, envolvidas em atividades como jogar futebol, dançar, desfrutar do sol e fazer um churrasco. Quase no final do vídeo, é apresentada a cena controversa mencionada anteriormente, onde Anitta e um rapaz se dirigem a um canto, se beijam e há insinuações de sexo oral. Várias tomadas ao longo do vídeo fazem alusão a essa temática, como uma laranja sendo lambida, uma garrafa de champanhe sendo aberta e um trem entrando e saindo repetidamente de um túnel.

## Apresentações ao vivo
Anitta cantou um trecho de "Funk Rave" na Liga dos Campeões da UEFA de 2022–23 em 10 de junho de 2023. Em 17 de agosto de 2023, Anitta cantou um medley de "Casi Casi" e "Funk Rave", além de "Used to Be", "Nu", "Vai Vendo" e "Ai Papai" no Domingão com Huck que foi ar dia 20 de agosto de 2023.

## Prêmios e indicações
| Ano  | Prêmio                  | Categoria           | Resultado | Ref.   |
| ---- | ----------------------- | ------------------- | --------- | ------ |
| 2023 | MTV Video Music Awards  | Melhor Vídeo Latino | Venceu    | [ 20 ] |
| 2023 | Prêmio Jovem Brasileiro | Hit do Ano          | Pendente  | [ 21 ] |

## Desempenho comercial
| País — Tabela musical (2023)      | Melhor posição |
| --------------------------------- | -------------- |
| Brasil (Billboard Brasil Hot 100) | 47             |
| Brasil (Top 10 Latino)            | 1              |
| Colômbia (Monitor Latino)         | 3              |
| Colômbia (National Report)        | 1              |
| Equador (Monitor Latino Urbano)   | 9              |
| Guatemala (Monitor Latino Pop)    | 15             |
| México (Monitor Latino)           | 1              |
| Mundo (Billboard Global Excl. US) | 200            |
| Nicarágua (Monitor Latino Urbano) | 14             |
| Portugal (AFP)                    | 27             |
| Portugal (Billboard)              | 24             |

## Histórico de lançamento
| Região | Data                | Formato(s)                 | Gravadora                                                | Ref.   |
| ------ | ------------------- | -------------------------- | -------------------------------------------------------- | ------ |
| Várias | 22 de junho de 2023 | Download digital streaming | Floresta Records Republic Records Universal Music Latino | [ 33 ] |
| Itália | 23 de junho de 2023 | Airplay                    | Universal Music Latino                                   | [ 34 ] |